# Florencio González Balcarce
Florencio González Balcarce (Buenos Aires, 1818 - 1839) fue un poeta romántico argentino de breve trayectoria, hijo del general de la Guerra de Independencia de la Argentina Antonio González Balcarce.

## Biografía
Florencio González Balcarce nació en la ciudad de Buenos Aires el 22 de febrero de 1818, hijo del general Antonio González Balcarce y de Dominga Francisca Buchardo San Martín, en la "casa de los Balcarce", la vieja casa familiar que hoy es parte del edificio del Banco Hipotecario Nacional.
Completó precozmente sus primeros estudios en su ciudad natal en el Ateneo dirigido por Pedro de Angelis, teniendo como condiscípulos a Félix Frías (1816-1881), Nicolás Mariño, Carlos Tejedor (1817-1903), José Mármol (1817-1871), Vicente Fidel López (1815-1903), José Tomás Guido Spano (1818-1890), José Rivera Indarte (1814-1845), Ventura Bosch (1814-1871), Juan Thompson (1809-1873), Eduardo Acevedo Maturana y Miguel Esteves Saguí (1814-1892) entre otros que se distinguirían años después en la literatura y en la política del Río de la Plata, para ingresar luego en la Universidad de Buenos Aires, donde en 1833 rendía ya latín. Ese año publicó sus primeros versos, que le merecieron elogios de Florencio Varela.

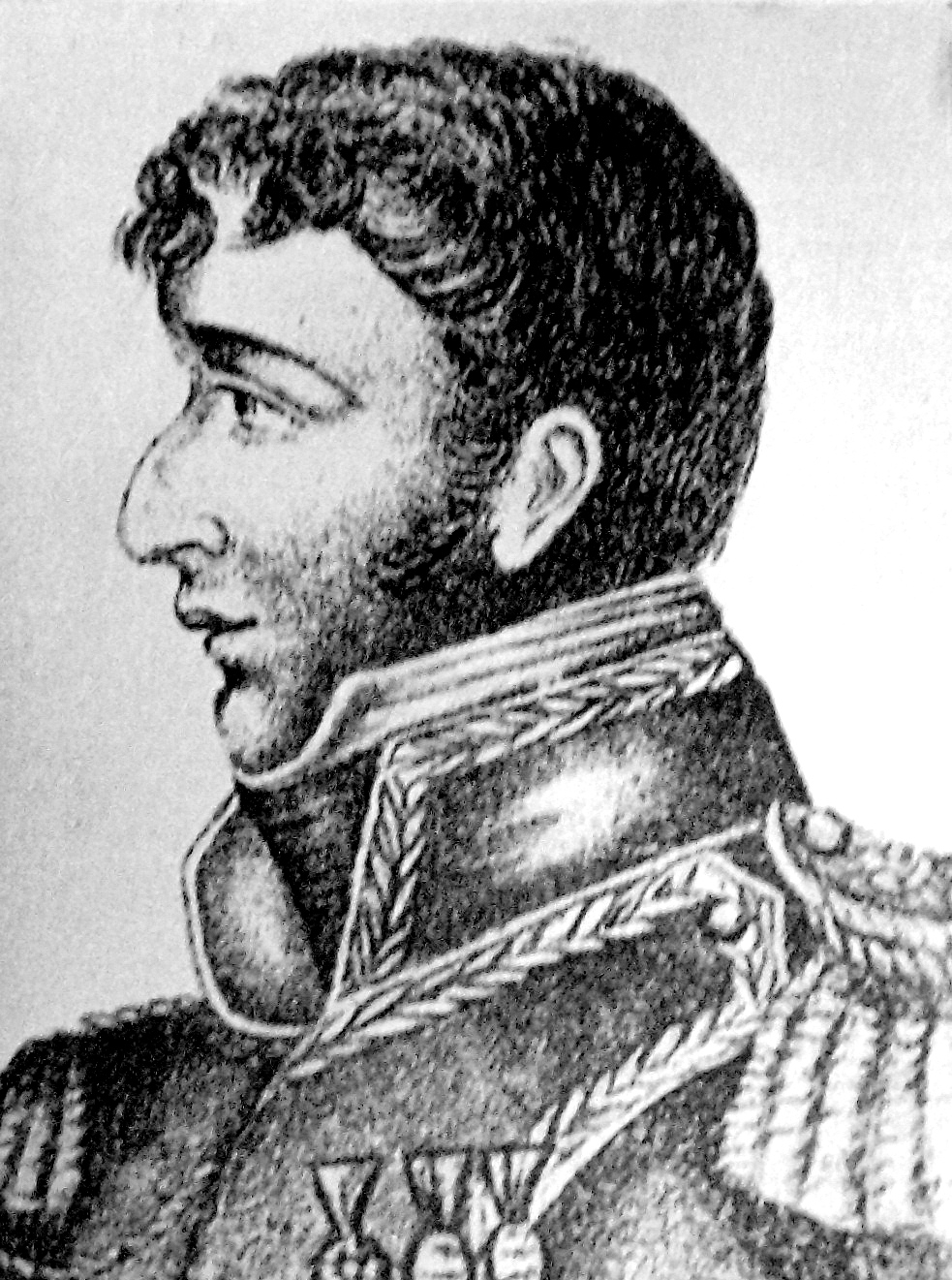
Antonio González Balcarce

En 1834 fue alumno de Diego Alcorta, quien ejerció gran influencia sobre sus ideas. Frecuentaba la Librería Argentina de Marcos Sastre, centro de actividad intelectual de su ciudad.
Con ocasión del asesinato de su amigo Esteban Badlam Moreno el 29 de abril de 1834, primera víctima de la Mazorca, escribió en su memoria una elegía de cuarenta y seis versos, un soneto y un epitafio para su tumba que decía "En execrada noche, aleve bando / dejó a la Patria y la virtud llorando".
Esos años a su actividad poética sumó una traducción del francés del curso de filosofía de Pierre Laromiguière y del drama Catalina Howard de Alejandro Dumas, así como una novela histórica y artículos literarios para los periódicos de Buenos Aires. 
En 1837, ya enfermo de tuberculosis, embarcó en el Philadelphe rumbo a Francia para continuar sus estudios. Antes de partir escribió un dramático poema, La Partida, una de sus composiciones más famosas.
En París habitó el Barrio Latino y siguió algunos cursos en La Sorbona. Fue huésped habitual del general José de San Martín en su residencia de Grand Bourg. A él le dedicó su poema El cigarro, una semblanza sobre su melancólica vida de exiliado en familia.
Ya muy enfermo, a comienzos de 1839 regresó a su país, muriendo el 16 de mayo de ese año en Buenos Aires, con sólo 21 años de edad, mientras era atendido por Alcorta, quien lo consideraba "el primero en su generación".
Otras de sus composiciones poéticas fueron La Canción a las hijas del Plata, El lechero, El Fantasma, El Picaflor, A Florinda, Al asesinato de Quiroga, Adiós a la Patria, Sáficos, etc.
Sus obras fueron publicadas por varios periódicos a su muerte y compiladas años después por Juan María Gutiérrez.